# Matthew Charlton
Matthew Charlton (Linton (en) 15 mars 1866 - Lambton, 8 décembre 1948) était un homme politique travailliste australien.

## Biographie
Charlton est né à Linton au Victoria puis à 5 ans s'est installé à Lambton, en Nouvelle-Galles du Sud. Il a travaillé comme mineur de charbon après ses études primaires, puis a épousé Martha Rollings en 1889. Charlton s'est intéressé à la politique dès son enfance et a participé à la grève contre la réduction des salaires en 1896.
Après un séjour de deux ans à Kalgoorlie, en Australie-Occidentale, Charlton est retourné à Lambton et a rejoint le syndicat local des mineurs, en devenant le trésorier en 1901. Il remporte le siège de député de Waratah lors d'une élection partielle puis de Northumberland en 1904.
En 1910, Charlton remporte le siège de Hunter et entre au gouvernement d'Andrew Fisher, puis passe dans l'opposition. Charlton gravit les échelons du parti pour en devenir le chef en 1922. Il perd sa première campagne électorale, en partie parce qu'il était hospitalisé à cette époque. En 1924, Charlton est invité à une réunion de la Société des Nations (devenue aujourd'hui l'Organisation des Nations unies), mais n'a pas réussi à obtenir que l'Australie adopte le Protocole de Genève, créé lors de la réunion.
En raison de grèves syndicales en 1925, Charlton et son parti perdent les élections tenues cette année et il démissionne en 1928. Il décède le 8 décembre 1948.
La circonscription de Charlton porte son nom.